# Кузнечиха (Костромская область)
Кузнечиха — деревня в составе Шангского сельского поселения Шарьинского района Костромской области России.

## География
Расположена на берегу реки Большая Шанга.

## История
Согласно Спискам населенных мест Российской империи в 1872 году деревня относилась к 3 стану Ветлужского уезда Костромской губернии. В ней числилось 4 двора, проживало 18 мужчин и 28 женщин.
Согласно переписи населения 1897 года в деревне проживало 67 человек (26 мужчин и 41 женщина).
Согласно Списку населенных мест Костромской губернии в 1907 году деревня относилась к Николо-Шангской волости Ветлужского уезда Костромской губернии. По сведениям волостного правления за 1907 год в деревне числилось 11 крестьянских дворов и 80 жителей.

## Население
| 2008 | 2010 | 2014 |
| ---- | ---- | ---- |
| 0    | →0   | ↗2   |